# U17-es labdarúgó-világbajnokság
Az U17-es labdarúgó-világbajnokság a 17 éven aluli labdarúgók világbajnoksága, amelyet a Nemzetközi Labdarúgó-szövetség (FIFA) szervez. Az eseményt 2025-től évente rendezik meg.
Az első tornát 1985-ben rendezték és azóta minden második évben összemérhették erejüket a kijutott csapatok. Az első három tornát 16 éven aluliaknak írták ki, 1991-től felemelték a korhatárt egy évvel. Az első U17-es világbajnokságon 16 csapat vett részt, a résztvevők számát 2007-től növelték 24-re. 2024 márciusában a FIFA bejelentette, hogy az indulók számát 48 csapatra emelik, a vb-t a továbbiakban évente rendezik meg, valamint öt évig Katar lesz a rendező.
Nigéria ötször, Brazília négyszer győzött eddig, így ők a legsikeresebb válogatottak a tornák történetében.

## Lebonyolítás
A világbajnokságok a csoportkörrel kezdődnek. Hat csoportba négy-négy csapatot sorsolnak, körmérkőzések után alakul ki a csoport végeredménye. Az első két helyezett, valamint a négy legjobb csoportharmadik továbbjut a nyolcaddöntőbe. A nyolcaddöntőktől az úgynevezett egyenes kieséses szakaszban folytatódik a világbajnokság, amelyik csapat veszít az kiesik. Az elődöntő két győztese játszhatja a döntőt, míg a két vesztes csapat mérkőzhet a harmadik helyért.
Az egyenes kiesés szakaszban, ha a rendes játékidő után döntetlen az állás, akkor hosszabbítás következik. Ha a hosszabbítás után is egyenlő az állás, akkor büntetőpárbaj dönt a mérkőzés győzteséről. A FIFA azonban változtathat a szabályokon, a 2011-es világbajnokságon a hosszabbítást követően egyből büntetőpárbaj következett.
A mérkőzések az 1993-as világbajnokságig kétszer 40, azaz összesen 80 percig tartottak. Az 1995-ös világbajnokságtól – a többi labdarúgó-mérkőzéshez hasonlóan – kétszer 45 percre változott a játékidő.

## Selejtező
| Szövetség                         | Kontinenstorna                          |
| --------------------------------- | --------------------------------------- |
| AFC (Ázsia)                       | U17-es Ázsia-kupa                       |
| CAF (Afrika)                      | U17-es Afrika-kupa                      |
| CONCACAF (Észak és Közép-Amerika) | U17-es CONCACAF-aranykupa               |
| CONMEBOL (Dél-Amerika)            | Dél-amerikai U17-es labdarúgó-bajnokság |
| OFC (Óceania)                     | U17-es óceániai Selejtező-torna         |
| UEFA (Európa)                     | U17-es labdarúgó-Európa-bajnokság       |

## Eredmények

### Érmesek
| Év   | Helyszín                  | Döntő           | Döntő               | Döntő           | Harmadik helyért   | Harmadik helyért    | Harmadik helyért   |
| Év   | Helyszín                  | Világbajnok     | Eredmény            | Ezüstérmes      | Bronzérmes         | Eredmény            | Negyedik hely      |
| ---- | ------------------------- | --------------- | ------------------- | --------------- | ------------------ | ------------------- | ------------------ |
| 1985 | · Kína                    | · Nigéria       | 2–0                 | · NSZK          | · Brazília         | 4–1                 | · Jugoszlávia      |
| 1987 | · Kanada                  | · Szovjetunió   | 1–1 (h.u.) ti.: 4–2 | · Nigéria       | · Elefántcsontpart | 2–1 (h.u.)          | · Olaszország      |
| 1989 | · Skócia                  | · Szaúd-Arábia  | 2–2 (h.u.) ti.: 5–4 | · Skócia        | · Portugália       | 3–0                 | · Bahrein          |
| 1991 | · Olaszország             | · Ghána         | 1–0                 | · Spanyolország | · Argentína        | 1–1 (h.u.) ti.: 4–1 | · Katar            |
| 1993 | · Japán                   | · Nigéria       | 2–1                 | · Ghána         | · Chile            | 1–1 (h.u.) ti.: 4–2 | · Lengyelország    |
| 1995 | · Ecuador                 | · Ghána         | 3–2                 | · Brazília      | · Argentína        | 2–0                 | · Omán             |
| 1997 | · Egyiptom                | · Brazília      | 2–1                 | · Ghána         | · Spanyolország    | 2–1                 | · Németország      |
| 1999 | · Új-Zéland               | · Brazília      | 0–0 (h.u.) ti.: 8–7 | · Ausztrália    | · Ghána            | 2–0                 | · Egyesült Államok |
| 2001 | · Trinidad és Tobago      | · Franciaország | 3–0                 | · Nigéria       | · Burkina Faso     | 2–0                 | · Argentína        |
| 2003 | · Finnország              | · Brazília      | 1–0                 | · Spanyolország | · Argentína        | 1–1 (h.u.) ti.: 5–4 | · Kolumbia         |
| 2005 | · Peru                    | · Mexikó        | 3–0                 | · Brazília      | · Hollandia        | 2–1                 | · Törökország      |
| 2007 | · Dél-Korea               | · Nigéria       | 0–0 (h.u.) ti.: 3–0 | · Spanyolország | · Németország      | 2–1                 | · Ghána            |
| 2009 | · Nigéria                 | · Svájc         | 1–0                 | · Nigéria       | · Spanyolország    | 1–0                 | · Kolumbia         |
| 2011 | · Mexikó                  | · Mexikó        | 2–0                 | · Uruguay       | · Németország      | 4–3                 | · Brazília         |
| 2013 | · Egyesült Arab Emírségek | · Nigéria       | 3–0                 | · Mexikó        | · Svédország       | 4–1                 | · Argentína        |
| 2015 | · Chile                   | · Nigéria       | 2–0                 | · Mali          | · Belgium          | 3–2                 | · Mexikó           |
| 2017 | · India                   | · Anglia        | 5–2                 | · Spanyolország | · Brazília         | 2–0                 | · Mali             |
| 2019 | · Brazília                | · Brazília      | 2–1                 | · Mexikó        | · Franciaország    | 3–1                 | · Hollandia        |
| 2023 | · Indonézia               | · Németország   | 2–2 ti.: 4–3        | · Franciaország | · Mali             | 3–0                 | · Argentína        |
| 2025 | · Katar                   |                 | –                   |                 |                    | –                   |                    |
| 2026 | · Katar                   |                 | –                   |                 |                    | –                   |                    |
| 2027 | · Katar                   |                 | –                   |                 |                    | –                   |                    |
| 2028 | · Katar                   |                 | –                   |                 |                    | –                   |                    |
| 2029 | · Katar                   |                 | –                   |                 |                    | –                   |                    |

### Döntősök
A következő táblázatban azok a nemzetek szerepelnek, amelyek az eddigi tornák során az elődöntőbe jutottak. Nigéria a legsikeresebb nemzet, öt aranyéremmel.

| Csapat           | Aranyérem                        | Ezüstérem                  | Bronzérem            | Negyedik hely        |
| ---------------- | -------------------------------- | -------------------------- | -------------------- | -------------------- |
| Nigéria          | 5 (1985, 1993, 2007, 2013, 2015) | 3 (1987, 2001, 2009R)      |                      |                      |
| Brazília         | 4 (1997, 1999, 2003, 2019)       | 2 (1995, 2005)             | 2 (1985, 2017)       | 1 (2011)             |
| Ghána            | 2 (1991, 1995)                   | 2 (1993, 1997)             | 1 (1999)             | 1 (2007)             |
| Mexikó           | 2 (2005, 2011R)                  | 1 (2013, 2019)             |                      | 1 (2015)             |
| Németország      | 1 (2023)                         | 1 (1985)                   | 2 (2007, 2011)       | 1 (1997)             |
| Szovjetunió      | 1 (1987)                         |                            |                      |                      |
| Szaúd-Arábia     | 1 (1989)                         |                            |                      |                      |
| Franciaország    | 1 (2001)                         | 1 (2023)                   | 1 (2019)             |                      |
| Svájc            | 1 (2009)                         |                            |                      |                      |
| Anglia           | 1 (2017)                         |                            |                      |                      |
| Spanyolország    |                                  | 4 (1991, 2003, 2007, 2017) | 2 (1997, 2009)       |                      |
| Skócia           |                                  | 1 (1989R)                  |                      |                      |
| Ausztrália       |                                  | 1 (1999)                   |                      |                      |
| Uruguay          |                                  | 1 (2011)                   |                      |                      |
| Mali             |                                  | 1 (2015)                   | 1 (2023)             | 1 (2017)             |
| Argentína        |                                  |                            | 3 (1991, 1995, 2003) | 3 (2001, 2013, 2023) |
| Elefántcsontpart |                                  |                            | 1 (1987)             |                      |
| Portugália       |                                  |                            | 1 (1989)             |                      |
| Chile            |                                  |                            | 1 (1993)             |                      |
| Burkina Faso     |                                  |                            | 1 (2001)             |                      |
| Hollandia        |                                  |                            | 1 (2005)             | 1 (2019)             |
| Svédország       |                                  |                            | 1 (2013)             |                      |
| Belgium          |                                  |                            | 1 (2015)             |                      |
| Kolumbia         |                                  |                            |                      | 2 (2003, 2009)       |
| Jugoszlávia      |                                  |                            |                      | 1 (1985)             |
| Olaszország      |                                  |                            |                      | 1 (1987)             |
| Bahrein          |                                  |                            |                      | 1 (1989)             |
| Katar            |                                  |                            |                      | 1 (1991)             |
| Lengyelország    |                                  |                            |                      | 1 (1993)             |
| Omán             |                                  |                            |                      | 1 (1995)             |
| Egyesült Államok |                                  |                            |                      | 1 (1999)             |
| Törökország      |                                  |                            |                      | 1 (2005)             |

### Díjak
| Világbajnokság                | Aranycipő               | Gólok | Aranylabda                  | FIFA Fair Play díj |
| ----------------------------- | ----------------------- | ----- | --------------------------- | ------------------ |
| 1985, Kína                    | Marcel Witeczek         | 8     | William                     | NSZK               |
| 1987, Kanada                  | Moussa Traoré           | 5     | Philip Osundu Moussa Traoré | Szovjetunió        |
| 1989, Skócia                  | Fode Camara             | 3     | James Will                  | Bahrein            |
| 1991, Olaszország             | Adriano                 | 4     | Nii Lamptey                 | Argentína          |
| 1993, Japán                   | Wilson Oruma            | 6     | Daniel Addo                 | Nigéria            |
| 1995, Ecuador                 | Daniel Allsopp          | 5     | Mohamed Kathiri             | Brazília           |
| 1997, Egyiptom                | David                   | 7     | Santamaría                  | Argentína          |
| 1999, Új-Zéland               | Ishmael Addo            | 7     | Landon Donovan              | Mexikó             |
| 2001, Trinidad és Tobagó      | Florent Sinama Pongolle | 9     | Florent Sinama Pongolle     | Nigéria            |
| 2003, Finnország              | Cesc Fàbregas           | 5     | Cesc Fàbregas               | Costa Rica         |
| 2005, Peru                    | Carlos Vela             | 5     | Anderson                    | Észak-Korea        |
| 2007, Dél-Korea               | Macauley Chrisantus     | 7     | Toni Kroos                  | Costa Rica         |
| 2009, Nigéria                 | Borja González          | 5     | Sani Emmanuel               | Nigéria            |
| 2011, Mexikó                  | Souleymane Coulibaly    | 9     | Julio Gómez                 | Japán              |
| 2013, Egyesült Arab Emírségek | Valmir Berisha          | 7     | Kelechi Iheanacho           | Nigéria            |